# Ярчук (міфічна істота)
Ярчу́к — міфічна істота в українських народних повір'ях — пес з вовчими іклами, якого боїться нечиста сила — відьми, чаклуни, можливо навіть диявол.
Ярчуком вважали цуценя від третього покоління сук, які ощенилися вперше й першою приводили саме суку, а в деяких місцевостях — взагалі будь-якого первістка собаки. Коли ярчук виростає, він може покусати й навіть загризати відьму, рана від укусу ярчука майже невиліковна. Відьми намагатимуться знищити ярчука ще маленьким цуценям. Щоб уберегти песика від відьми слід викопати яму, посадити його туди і прикрити бороною (зазвичай осиковою), якої відьми бояться.
Назва «ярчук» пов'язана із весною, буйною, «ярою» силою.